# Wladimir Sergejewitsch Solowjow

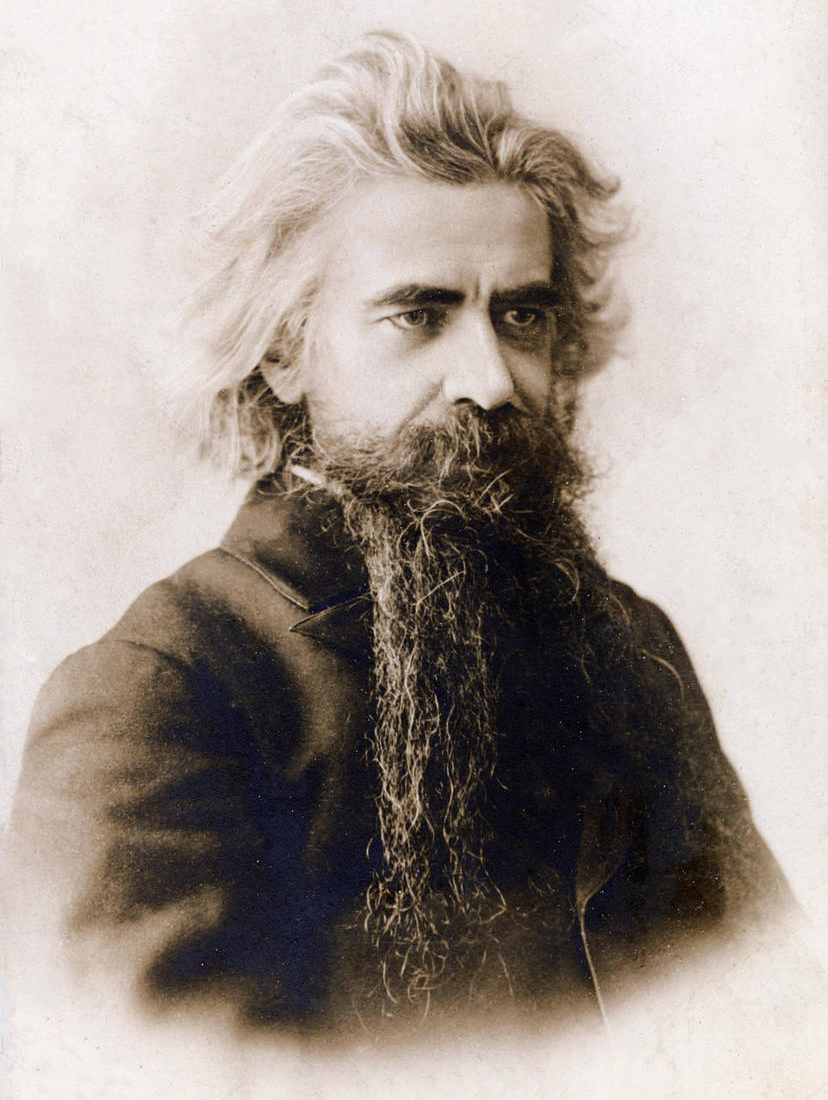
Wladimir Sergejewitsch Solowjow (um 1900)

Wladimir Sergejewitsch Solowjow (auch Solowjew, Solov'ev, Ssolovjeff, Solovioff, Solovjew, Ssolowjew, Soloviev, Solowjoff, russisch Владимир Сергеевич Соловьёв, wiss. Transliteration Vladimir Sergeevič Solov'ëv; * 16. Januarjul. / 28. Januar 1853greg. in Moskau; † 31. Julijul. / 13. August 1900greg. in Uskoje bei Moskau) war ein russischer Religionsphilosoph und Dichter.

## Leben und Werk
Wladimir Solowjow wurde in eine gebildete Familie geboren. Sein Vater, der Historiker Sergei Solowjow, war Professor für russische Geschichte an der Moskauer Universität, sein Großvater orthodoxer Priester. Wladimir wuchs in der Tradition der orthodoxen Frömmigkeit auf. Von 1864 bis 1869 besuchte er das Fünfte Moskauer Gymnasium. In diesen Jahren (etwa ab 1866) wurde er unter dem Einfluss von Ludwig Büchner und Jakob Moleschott zum Materialisten und Atheisten. Von 1869 bis 1873 studierte Solowjow an der Moskauer Universität zunächst an der Naturwissenschaftlichen Fakultät, später an der Historisch-Philologischen. In der Philosophie beschäftigte er sich vor allem mit Spinoza, Arthur Schopenhauer und Friedrich Wilhelm Joseph Schelling und fand über diesen Weg wieder zum Glauben zurück. 1874 wurde er mit einer Arbeit über die Krise der westlichen Philosophie promoviert, die er als Widerlegung der Positivisten anlegte.
Seit 1872 nahm sich Solowjow der Aufgabe an, den Glauben der Väter philosophisch zu rechtfertigen. Er vertrat eine „positive christliche Philosophie“ und entwickelte eine vom europäischen Denken und vom orthodoxen Glauben beeinflusste Philosophie der All-Einheit. Diese den Kosmos umfassende All-Einheit, so Solowjow, gründet in der Schöpfung. Sie ist trotz des Sündenfalls in der göttlichen Weisheit gewahrt und im individuellen und sozialen Leben wirksam. Das Ziel der Entwicklung der Welt ist die Wiedergewinnung der All-Einheit mit dem Schöpfer.
Im Januar 1875 hielt er an der Moskauer Universität die Antrittsvorlesung „Metaphysik und positive Wissenschaft“. 1875 und 1876 führten ihn seine ersten Auslandsreisen nach London, Kairo, Neapel, Sorrent und Paris. 1880 habilitierte er sich an der Universität St. Petersburg mit einer Arbeit über die Kritik abstrakter Prinzipien. In seiner Antrittsvorlesung ging es um die „historischen Taten der Philosophie“. Am 1. Februarjul. / 13. Februar 1881greg. sprach Solowjow bei der Beerdigung Dostojewskis, zu dessen Familie er seit 1878 engere Beziehungen unterhielt. Bis Februar 1882 hielt er Vorlesungen an der Universität St. Petersburg. Er verabschiedete sich mit einer Vorlesung über den „Lebenssinn des Christentums“ und wurde 1882 freier Schriftsteller.
Solowjows Geschichtsphilosophie ist bestimmt vom Leitbild einer „freien Theokratie“, die verwirklicht wird, indem sich die Menschheit dem göttlichen Willen unterstellt, dabei geleitet von der Kirche. Ihm wurde jedoch im Laufe der Jahre immer deutlicher, dass die Russisch-Orthodoxe Kirche durch die enge Bindung an den Zarismus im russischen Staat nicht in der Lage war, ihre prophetische Mission zu erfüllen. Spätestens nach dem Jahr 1881, dem Jahr der Ermordung des Zaren Alexander II., wandte er sich allmählich der Römisch-katholischen Kirche zu. In ihr sah Solowjow die moralische Kraft, die die christlichen Prinzipien klarer vertrat als Orthodoxie und Protestantismus. Solowjow wollte ein Ende des Schismas. Er forderte die Russisch-Orthodoxe Kirche dazu auf, auf das Papsttum zuzugehen, und ging sogar so weit, den Zaren aufzufordern, sich dem Papst zu unterwerfen. Allerdings verstand er sich selbst nicht als Konvertit, sondern er wollte sich nur „so eng an Rom anschließen, wie sein Gewissen es ihm erlaubte“. Solowjow wollte gleichzeitig Mitglied der Russisch-Orthodoxen und der Römisch-katholischen Kirche sein. Einen formellen Übertritt zur Römisch-katholischen Kirche vollzog er nicht.

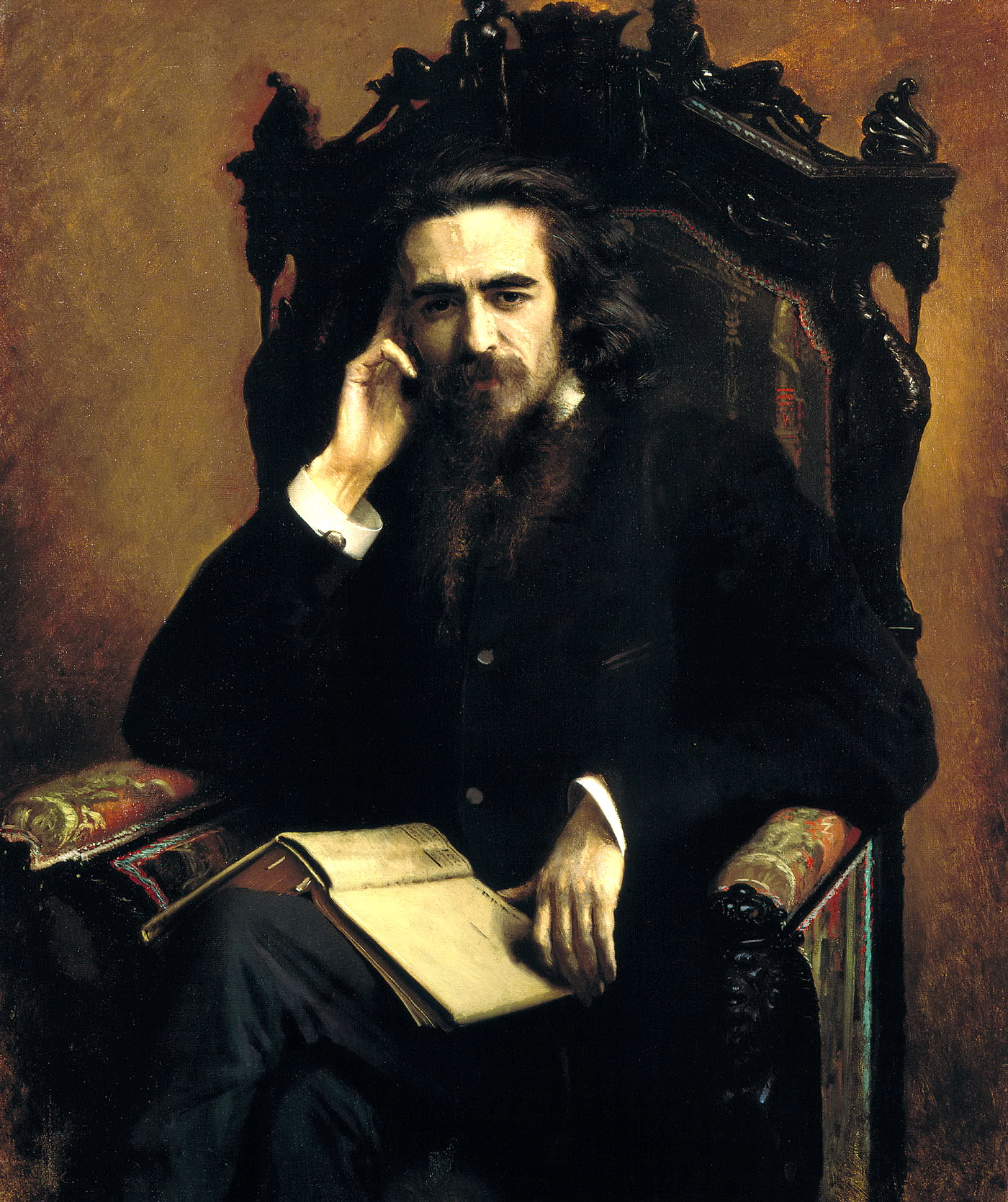
Wladimir Sergejewitsch Solowjow (Gemälde von Ivan Kramskoi 1885)

In den Folgejahren erkannte Solowjow, dass sich seine Sehnsucht nach einer wiedervereinigten Kirche nicht verwirklichen ließ. Seine Ansichten wurden daraufhin immer düsterer. Er wandte sich von einer evolutionären Eschatologie ab und einer apokalyptischen Eschatologie zu. Er sah die Menschheitsgeschichte an einem Scheideweg zwischen Gott und dem Abgrund. Angesichts dessen verfasste er eine theologisch und philosophisch begründete Rechtfertigung des Guten (Oprawdanije dobra), so der Titel seines Hauptwerkes zur Ethik. In der Nachfolge Jesu sei der Mensch frei, sich unter das göttliche Gericht zu stellen und sich für Gott und die Wahrheit zu entscheiden. Was das im Alltag bedeuten kann, legte Solowjow in seiner Publizistik auch anhand von Tagesfragen dar.
Sein letztes Werk ist gleichzeitig das bekannteste: Die Kurze Erzählung vom Antichrist. Darin wird in Form einer Prophetie geschildert, wie ein vermeintlicher Wohltäter zur Weltherrschaft gelangt mit Hilfe der Freimaurerei und eines Comité permanent universel, das in antisemitischer Lesart als Anspielung auf die Alliance Israélite Universelle, eine international tätige jüdische Kulturorganisation, missinterpretiert werden kann. Solowjow selbst war jedoch kein Antisemit und setzte sich für ein gerechtes Zusammenleben mit den Juden ein.
Im Januar 1900 wurde er Ehrenmitglied der Russischen Akademie der Wissenschaften in St. Petersburg.
Solowjow starb im Alter von 47 Jahren.

## Wirkung
Solowjews Hauptwerk Eine kurze Erzählung vom Antichrist wurde in der Zeit des Nationalsozialismus in Deutschland auf die Liste der verbannten Bücher gesetzt.
In einer 2003 auf dem Kongress „Wladimir Solowjow, Russland und die Universalkirche“ vom ukrainischen Großerzbischof Ljubomyr Husar in Lwiw verlesenen Papstbotschaft bezeichnete Johannes Paul II. Solowjow als einen der größten russischen Philosophen des 19. Jahrhunderts und Pionier und Vorbild für den Dialog der Christen in Ost und West.

## Ausgaben

### Originalwerke
- Tschtenija o bogotschelowetschestwe, Moskau 1881.
- Dogmatitscheskoje raswitije zerkwi w swjasi s woprosom o sojedinenii zerkwej, Moskau 1886.
- Ein unveröffentlichter Brief Wladimir Solowjews, herausgegeben und übersetzt von Bernhard Schultze, in: Orientalia Christiana Periodica, Jg. 1 (1935), S. 93–99.
- Ewrejstwo i christianskij wopros, Moskau 1884.
- Ideja swerchtscheloweka, in: Mir Iskusstva 1899, Nr. 9, 87-91.
- Istorija i buduschtschnost teokratii, Zagreb 1887.
- Kritika otwlečonnych natschal, Moskau 1880.
- Krisis sapadnoj filosofii. (Protiw positiwistow), Moskau 1874.
- La Russie et l'Église Universelle, Paris 1889.
- La Sophia et les autres écrits français, Vorwort u. hg. v. F. Rouleau, 2 Bde., Lausanne 1978.1981.
- L'Idée russe, Paris 1888.
- Ljubow k narodu i russkij narodnyj ideal. (Otkrytoje pismo k I. S. Aksakowu), Moskau 1884.
- Magomet, ego schisn i religiosnoje utschenije. Otscherk, St. Petersburg 1896.
- Nazionalnyj wopros w Rossii, Moskau 1884.
- O narodnosti i narodnych delach Rossii, St. Petersburg 1884.
- O pritschinach upadka srednewekowogo mirososerzanija, Moskau 1892.
- Oprawdanije dobra. Nrawstwennaja filosofija, St. Petersburg 1897.
- Perwonatschalnyje sudby teokratii, Moskau 1885.
- Pisma, hg. v. E. L. Radlow, 4 Bde., St. Petersburg 1908.1909.1911.1923.
- Polnoje sobranie sotschinenij i pisem, hg. v. N. W. Kotrelew u. A. P. Kozyrew, Red. v. A. A. Nosow, 20 Bde., Moskau 2000.
- Ponjatije o Boge, in: Woprosy filosofii i psichologii 1897, Nr. 38, 383-414.
- Prawo i nrawstwennost. Otscherki is prikladnoj etiki, St. Petersburg 1897 (Digitalisat online)
- Religiosno-nrawstwennoje sostojanije russkago obschtschestwa pred reformoj Petra Welikago, St. Petersburg 1878.
- Religiosnyja osnowy schisni, Moskau 1882.
- Sobranije sotschinenij, 9 Bde., St. Petersburg 1901–1907.
- Sobranije sotschinenij, Bd. 1: St. Petersburg 1911; Bde. 2-10: St. Petersburg 1914.
- Sobranie sotschinenij, 12 Bde., Brüssel 1966; Pisma i priloschenije, Brüssel 1970.
- Spor o sprawedliwosti, Einführung u. hg. v. W. Schkoda, Moskau u. Charkow 1999.
- Stichotworenija, Moskau 1891.
- Sudba Puschkina, Moskau 1898.
- Teoretitscheskaja filosofija, in: Woprosy filosofii i psichologii 1897, Nr. 40, 867-915; 1898, Nr. 43, 385-405; 1899, Nr. 50, 881-903.
- Tri rasgowora o wojne, progresse i konze wsemirnoj istorii, so wkljutschenijem Kratkoj powesti ob antichriste i s priloschenijami, St. Petersburg 1900.
- Tri retschi w pamjat Dostojewskogo (1881–1883), Moskau 1884.
- Tri sily, Moskau 1877.
- Welikij spor i christianskaja politika, Moskau 1883.
- Woskresnyja pisma, St. Petersburg 1900.
- Schisnennyj smysl christianstwa, Moskau 1883.

### Deutsche Gesamtausgabe
- Deutsche Gesamtausgabe der Werke von Wladimir Solowjew. Herausgegeben von Wladimir Szylkarski, Wilhelm Lettenbauer, Ludolf Müller unter Mitwirkung von Nikolai Lossky, Vsevolod Setschkareff, Johannes Strauch und Erwin Wedel. Erich Wewel Verlag, Freiburg und München 1953ff.
- 1. Band: I. Kritik der abstrakten Prinzipien; II. Vorlesungen über das Gottmenschentum. Hg. von Wilhelm Lettenbauer. München 1978, ISBN 3-87904-045-1.
- 2. Band: Una Sancta. Schriften zur Vereinigung der Kirchen und zur Grundlegung der universalen Theokratie. Erster Band. Freiburg i. Br. 1957, ISBN 3-87904-015-X.
- 3. Band: Una Sancta. Schriften zur Vereinigung der Kirchen und zur Grundlegung der universalen Theokratie. Zweiter Band. Freiburg i. Br. 1954, ISBN 3-87904-016-8.
- 4. Band: Die nationale Frage in Russland Teil I und II; Eine Bemerkung über E. P. Blavackaja; Der Talmud und die neueste polemische Literatur über ihn in Österreich und Deutschland; Das Judentum und die christliche Frage. Hg. von Wilhelm Lettenbauer. München und Freiburg i. Br. 1972, ISBN 3-87904-033-8.
- 5. Band: Die Rechtfertigung des Guten. Eine Moralphilosophie. Hg. von Ludolf Müller. München 1976, ISBN 3-87904-044-3
- 6. Band: Philosophie – Theologie – Mystik. Grundprobleme und Hauptgestalten. Hg. von Wladimir Szylkarski und Ludolf Müller. Freiburg i. Br. 1966, ISBN 3-87904-017-6.
- 7. Band: Erkenntnislehre; Ästhetik; Philosophie der Liebe. Freiburg i. Br. 1953, ISBN 3-87904-018-4.
- 8. Band: Sonntags- und Osterbriefe; Drei Gespräche über Krieg, Fortschritt und das Ende der Weltgeschichte mit Einschluss einer kurzen Erzählung vom Antichrist; Kleine Schriften der letzten Jahre. Hg. von Ludolf Müller. München 1980, ISBN 3-87904-049-4.
- Ergänzungsband: Solowjews Leben in Briefen und Gedichten. Hg. von Ludolf Müller und Irmgard Wille. München 1977, ISBN 3-87904-046-X.

### Einzelausgaben in Auswahl
- Kurze Erzählung vom Antichrist. (1899) Übersetzt und erläutert von Ludolf Müller. Rinn, München 1947. Wewel, München 1968, ISBN 3879042829.[9]
- Kurze Erzählung vom Antichrist: mit erklärenden Fußnoten kommentiert. (1899) Übersetzt von Karl Nötzel. edition:nihil.interit, Wien 2023, ISBN 979-8377555308
- Drei Gespräche. Deutsch von Erich Müller-Kamp. Ellermann, Hamburg-München 1961.
- Das Judentum und die christliche Frage 1884, übersetzt von Johannes Harder, Jugenddienst-Verlag, Wuppertal-Barmen, 1961
- Recht und Sittlichkeit. Übersetzt von Hans H. Gäntzel. Klostermann, Frankfurt am Main 1971, ISBN 3-465-00819-7.
- Der Sinn der Liebe. Übersetzt von Elke Kirsten in Zusammenarbeit mit Ludolf Müller. Meiner (Philosophische Bibliothek 373), Hamburg 1985, ISBN 3-7873-0623-4.
- Schriften zur Philosophie, Theologie und Politik. Mit einer biographischen Einleitung und Erläuterungen von Ludolf Müller. Wewel, München 1991, ISBN 3-87904-175-X.
- Reden über Dostojewskij. Mit Erläuterungen und einem Nachwort von Ludolf Müller. Wewel, München 1992, ISBN 3-87904-110-5.

## Einzelbelege
1. 1 2 3  Martin George: Solovjov, Vladimir Sergeevič. In: RGG, 4. Aufl., Bd. 7, Sp. 1432.
2. ↑  Vgl. W. S. Solowjow: Krisis sapadnoj filosofii (Protiw positiwistow). Moskau 1874. Die russische Kandidatenarbeit entspricht der Inauguraldissertation in Deutschland.
3. ↑  Vgl. W. S. Solowjow: Kritika otwletschonnych natschal. Moskau 1880. Die russische Magisterdissertation entspricht der Habilitationsschrift in Deutschland.
4. 1 2 3  Martin George: Solovjov, Vladimir Sergeevič. In: RGG, 4. Aufl., Bd. 7, Sp. 1433.
5. ↑  Michael Hagemeister: Die „Protokolle der Weisen von Zion“ und der Basler Zionistenkongreß von 1897. In: Heiko Haumann (Hrsg.): Der Traum von Israel. Die Ursprünge des modernen Zionismus, Beltz Athenäum, Weinheim 1998, S. 257 f.
6. ↑  W. G. Korolenko: „Deklaracija“ W. S. Solowjowa. Russkije vedomosti, Moskau 1909, № 20.
7. ↑  Ehrenmitglieder der Russischen Akademie der Wissenschaften seit 1724: Соловьев, Владимир Сергеевич. Russische Akademie der Wissenschaften, abgerufen am 13. März 2021 (russisch).
8. ↑  Liste der verbannten Bücher. 7. Juli 2022, abgerufen am 11. Mai 2023.
9. ↑  Solowjow 1900 (Erzählung vom Antichrist) – Übersicht DNB Ausgaben

| Personendaten    | Personendaten                                                                                        |
| ---------------- | --- |
| NAME             | Solowjow, Wladimir Sergejewitsch                                                                     |
| ALTERNATIVNAMEN  | Соловьёв, Владимир Сергеевич (russisch); Solowjew, Wladimir; Solovjeff, Vladimir; Solov'ev, Vladimir |
| KURZBESCHREIBUNG | russischer Religionsphilosoph und Dichter                                                            |
| GEBURTSDATUM     | 28. Januar 1853                                                                                      |
| GEBURTSORT       | Moskau                                                                                               |
| STERBEDATUM      | 13. August 1900                                                                                      |
| STERBEORT        | Uskoje bei Moskau                                                                                    |